# Bosque nacional Lassen
El Bosque nacional Lassen es un bosque con una superficie de 4,300 km² en el noreste de California, Estados Unidos. Su nombre hace referencia al pionero Peter Lassen, quien realizó explotación minera, ganadera y promovió la zona a contingentes de emigrantes en la década de 1850.

## Características
El bosque nacional Lassen se encuentra a unos 80 km al este de Red Bluff, California.  Por el sur se encuentra limitado por la cordillera de Sierra Nevada, la meseta Modoc por el este y el Valle Central de California por el oeste. Partes del bosque se encuentran en los condados de Lassen, Shasta, Tehama, Plumas, y Butte. La sede administrativa del bosque se encuentra en Susanville, California. Existen oficinas de guardabosques en Chester, Fall River Mills, y Susanville.
El bosque como entidad fue creado en 1905 cuando se le denominó una de las Reservas Nacionales de Bosque, lo que luego evolucionó en el  Sistema Nacional de Bosques.
Inicialmente el bosque fue denominado Reserva Forestal Lassen Peak en referencia a Lassen Peak, un volcán que se encuentra en el extremo sur de la cadena de volcanes Cascade. El monte Lassen hizo erupción en forma explosiva en 1915. El bosque rodea el Parque nacional volcánico Lassen. El bosque posee dos sistemas fluviales y numerosos lagos, cinder cones and lava flows.
Los relevamientos realizados estiman que el bosque contiene 370 km² de árboles primigenios. Las especies arbóreas más comunes se encuentran en bosques mixtos de coníferas de Sierra Nevada de (pino oregón (Pseudotsuga menziesii var. menziesii), pino ponderosa (Pinus ponderosa), y abeto del Colorado (Abies concolor)), bosques de pino Jeffrey (Pinus jeffreyi), bosques de abeto rojo (Abies magnifica), y bosques de Pinus contorta son los tipos más comunes. El bosque es una fuente importante de productos de madera.

### Áreas silvestres
Existen tres áreas silvestres oficiales dentro de Bosque Nacional Lassen que forman parte del Sistema de Preservación nacional silvestre. Una pequeña parte de una se extiende en tierras gestionadas por el Bureau of Land Management (tal como se indica).
- Caribou Wilderness
- Ishi Wilderness (parcialmente BLM)
- Thousand Lakes Wilderness

## Fauna
Los animales que se encuentran típicamente en este bosque son  oso negro, mapache, coyote, gato montés, zorro, ciervo mula , zorrino, marta, puma, trepadorcito café, una variedad de especies ardilla rayada, carbonero montañés, una variedad de especies ardilla, pájaro carpintero de cabeza blanca, comadreja, una variedad de especies de ratón, salamandra de dedos largos y una amplia variedad de especies de murciélago.
En el 2017, nacieron en el bosque tres cachorros de lobo. Su madre fue una loba de origen desconocido. Su padre es hijo de OR7, un lobo con un dispositivo de rastreo que fue el primero en casi un siglo en migrar a California desde Oregón.

## Significancia cultural
El Bosque nacional Lassen ha sido testigo de algunos eventos significativos en la historia de California: Ishi Wilderness fue refugio del  "último indígena salvaje", la Caribou Wilderness fue una de las primeras  "áreas primitivas" protegidas décadas antes de que se estableciera el sistema federal de áreas silvestres, y la explosión volcánica del monte Lassen fue la primera erupción en ser observada y fotografiada en la historia de la parte continental de Estados Unidos.